# Jan van Roessel
Johannes Cornelis Christianus „Jan” van Roessel (ur. 7 kwietnia 1925 w Tilburgu, zm. 3 czerwca 2011 tamże) – piłkarz holenderski grający na pozycji napastnika. W swojej karierze rozegrał 6 meczów i zdobył 5 goli w reprezentacji Holandii.

## Kariera klubowa
Swoją karierę piłkarską van Roessel rozpoczął w klubie TSV LONGA z Tilburga. W 1951 roku przeszedł do Willema II Tilburg. W sezonach 1951/1952 i 1954/1955 wywalczył z Willemem II dwa tytuły mistrza Holandii. W sezonie 1957/1958 ponownie grał w TSV LONGA.

## Kariera reprezentacyjna
W reprezentacji Holandii van Roessel zadebiutował 16 czerwca 1949 roku w wygranym 4:1 towarzyskim meczu z Finlandią, rozegranym w Helsinkach. W debiucie zdobył 2 gole. W 1952 roku był w kadrze Holandii na igrzyska olimpijskie w Helsinkach. Od 1949 do 1955 roku rozegrał w kadrze narodowej 6 meczów i strzelił 5 bramek.